# Nyársapát
Nyársapát község Pest vármegyében, a Nagykőrösi járásban.

## Fekvése
A Duna-Tisza közi homokhátságon, a Vecsés-Pilis-Cegléd környéki homoklepel területén helyezkedik el. Északon Cegléddel, délen Nagykőrössel, nyugaton Csemővel, keleten Törtellel határos.

### Megközelítése
A község a Cegléd-Nagykőrös-Kecskemét között húzódó 441-es főút mellett helyezkedik el, mindhárom említett város felől azon érhető el. Belterületét azonban a főút elkerüli, az csak a 8+600-as kilométerszelvénye táján keletnek kiágazó 46 119-es számú mellékúton érhető el. Csemő felé a 46 117-es ("Vett út") és a 46 118-as utak vezetnek Nyársapát területéről; közigazgatási határszélét keleten még érinti az Abony-Nagykőrös közt vezető 4611-es út is.
Vasúton a Cegléd–Szeged-vasútvonalon érhető el a település, Nyársapát vasútállomás a településközpont nyugati szélén található, a 46 119-es út és a vasútvonal kereszteződésétől pár száz méterre délre.

## Nevének eredete
Az utótag apátságra mint birtokosra utal, az előtag eredeti jelentése nyáras (nyárfás).

## Története
Nyársapát nevét 1376-ban említették először az oklevelekben, mint a Nyársapáti család tulajdonát. A család egyik leszármazottja, Nyársapáti Klára a birtokot a 16. század közepén Werbőczy Istvánra hagyta. Később a Werbőczyek leányágán keresztül a Zeleméri család birtokába került, majd a 16. század végén a Zelemériek kihaltával Lórántffy Mihály birtoka lett, kinek lánya Lorántffy Zsuzsanna volt, ki I. Rákóczi György felesége lett, ezáltal Nyársapát fele a Rákóczi-család birtokába jutott, míg a település másik felét a Forgách család birtokolta. 
Az 1600-as évekig lakottnak mondott falu a 16. század végén, a tizenöt éves háború idején elnéptelenedett. 1626-ban még mint puszta szerepelt, melyet a nagykőrösiek használtak. A helység 1628 után népesült újra. 1663-ban a Forgách család urbáriuma szerint négy jobbágyuk lakott a helységben. Az 1670-es évekre a falu ismét elnéptelenedett, lakói Ceglédre és Nagykőrösre költöztek. 1818-tól a falu Nagykőrös birtokába került.
Nyársapát 1954-ben alakult önálló községgé, elszakadva Nagykőröstől. Ekkor hozzákerült a ceglédi határból Csemő egy része, viszont Nyilas és Besnyő a törteli határ része lett.

## Közélete

### Polgármesterei
- 1990–1994: Labancz Árpád (független)[4]
- 1994–1998: Labancz Árpád (független)[5]
- 1998–2002: Labancz Árpád (független)[6]
- 2002–2006: Labancz Árpád (független)[7]
- 2006–2010: Kis Miklós (független)[8]
- 2010–2014: Kis Miklós (független)[9]
- 2014–2019: Kis Miklós (független)[10]
- 2019–2024: Kis Miklós (független)[11]
- 2024– : Kis Miklós (független)[1]

## Népesség
A település népességének változása:
| Lakosok száma | 1949 | 1945 | 1889 | 1896 | 2082 | 2062 | 2056 |
|               | 2013 | 2014 | 2018 | 2021 | 2022 | 2023 | 2024 |

A 2011-es népszámlálás során a lakosok 86,2%-a magyarnak, 0,2% bolgárnak, 0,5% cigánynak, 0,4% németnek, 1,8% románnak mondta magát (13,3% nem nyilatkozott; a kettős identitások miatt a végösszeg nagyobb lehet 100%-nál). A vallási megoszlás a következő volt: római katolikus 26,1%, református 18,3%, evangélikus 0,5%, felekezeten kívüli 31% (22,9% nem nyilatkozott).
2022-ben a lakosság 86,7%-a vallotta magát magyarnak, 1% románnak, 0,4% cigánynak, 1,7% egyéb, nem hazai nemzetiségűnek (12,8% nem nyilatkozott; a kettős identitások miatt a végösszeg nagyobb lehet 100%-nál). Vallásuk szerint 16,7% volt római katolikus, 16,2% református, 0,5% evangélikus, 0,3% görög katolikus, 0,1% ortodox, 0,9% egyéb keresztény, 1,1% egyéb katolikus, 30% felekezeten kívüli (34,1% nem válaszolt).

## Nevezetességei
- Árpád-kori romtemplom (ma már a rom nem látható, egy kis emlékhelyet létesítettek fölötte)[14]